# Istok (vattendrag i Bulgarien)
Istok (bulgariska: Исток) är ett vattendrag i Bulgarien.   Det ligger i regionen Blagoevgrad, i den sydvästra delen av landet, 90 km söder om huvudstaden Sofia.
I omgivningarna runt Istok växer i huvudsak blandskog. Runt Istok är det ganska glesbefolkat, med 25 invånare per kvadratkilometer.